# Долго и счастливо
Долго и счастливо (англ. 'Til Death) — американский ситком, транслировавшийся на телеканале Fox с 7 сентября 2006 года по 20 июня 2010 года. Сериал был создан Джошем Голдсмитом и Кэти Юспой, которые также являлись сценаристами и исполнительными продюсерами. Сериал рассказывает о семейной паре Эдди и Джой Старк (Брэд Гарретт и Джоэли Фишер), которые женаты 23 года и живут вместе в Филадельфии, штат Пенсильвания.

## Главные герои
| Роль | Актёр                                                                                           | Участие в сезонах                  |
| --- | ----------------------------------------------------------------------------------------------- | ---------------------------------- |
| Эдди Старк | Брэд Гарретт                                                                                    | 1—4                                |
| Школьный учитель истории, женат на Джой более 20-ти лет. |                                                                                                 |                                    |
| |                                                                                                 |                                    |
| Джой Старк | Джоэли Фишер                                                                                    | 1—4                                |
| Жена Эдди, работает туристическим агентом. |                                                                                                 |                                    |
| |                                                                                                 |                                    |
| Джефф Вудкок | Томас Эдди                                                                                      | 1—2                                |
| Недавно переехавший сосед, который работает заместителем директора школы в которой преподает Эдди.                                                                               |                                                                                                 |                                    |
| |                                                                                                 |                                    |
| Стеф Вудкок | Кэт Фостер                                                                                      | 1—2                                |
| Жена Джеффа, не работает, постоянно удивляет зрителей рассказами о «диком» прошлом.                                                                                              |                                                                                                 |                                    |
| |                                                                                                 |                                    |
| Кеннет «Кенни» Вестчестер | Джей Би Смув                                                                                    | 2, 4 (периодически); 3 (постоянно) |
| «Младший брат» Эдди по программе добровольной опеки детей «Старший брат». |                                                                                                 |                                    |
| |                                                                                                 |                                    |
| Эллисон «Элли» Старк | Кристен Риттер (сезоны 1—2) Лора Клери (сезон 3) Линдсей Броад (сезон 4) Кейт Микуччи (сезон 4) | 1—3 (периодически); 4 (постоянно)  |
| Взрослая дочь Эдди и Джой, которая живёт со своим парнем, а позднее мужем, Дагом.                                                                                                |                                                                                                 |                                    |
| |                                                                                                 |                                    |
| Даг ван Стюссен | Тимм Шарп                                                                                       | 1—3 (периодически); 4 (постоянно)  |
| Парень, а позднее муж Эллисон, живёт в своем микроавтобусе на заднем дворе дома Старков, в 4-м сезоне становится убеждённым в том, что вся его жизнь — это ситуационная комедия. |                                                                                                 |                                    |
| |                                                                                                 |                                    |

## Эпизодические роли
- Ник Бэкей — Карл
- Мартин Малл — мистер Уайти
- Кэтлин Роуз Перкинс — директор Даффи
- Энтони Андерсон — Кофилд
- Маргарет Чо — Николь
- Джерри Ламберт — Стэн
- Уилл Сассо — Расс
- Кевин Нилон — Стивен
- Сьюзан Игли — Симона
- Лэйни Казан — Донна, мать Джой
- Барри Боствик — Джордж ван Стюссен, отец Дага
- Ким Уитли — Тина, бывшая жена Кенни
- Элисон Лаплака — Бет
- Джо Манганьелло — Стю

## Рейтинг
Рейтинг сезона составлен по среднему количеству зрителей за одну серию сезона на канале Fox:
| Сезон | Время показа                                                                   | Начало сезона     | Конец сезона    | Год показа | Место | Зрители (в миллионах) |
| ----- | ------------------------------------------------------------------------------ | ----------------- | --------------- | ---------- | ----- | --------------------- |
| 1     | Четверг. 20:00 (7 сентября — 15 февраля) Среда 21:30 (14 марта — 11 апреля)    | 7 сентября, 2006  | 11 апреля, 2007 | 2006-2007  | #82   | 7.1                   |
| 2     | Среда 20:30 (19 сентября — 14 ноября) Среда 20:00 (16 апреля — 14 мая, 2008)   | 19 сентября, 2007 | 14 мая, 2008    | 2007-2008  | #131  | 6.1                   |
| 3     | Среда 21:00 (10 сентября — 8 октября)                                          | 10 сентября, 2008 | 8 октября, 2008 | 2008-2009  | #141  | 4.4                   |
| 4     | Пятница 20:30 (2 октября — 23 октября) Воскресенье 19:00 (31 января — 20 июня) | 2 октября, 2009   | 23 мая, 2010    | 2009-2010  | #116  | 2.4                   |